# Coppa di Turchia 2024-2025 (pallavolo femminile)
La Coppa di Turchia 2024-2025, 25ª edizione della coppa nazionale turca di pallavolo femminile, si è svolta dal 20 settembre 2024 al 5 aprile 2025: al torneo hanno partecipato quattordici squadre di club turche e la vittoria finale è andata per la quint volta, la seconda consecutiva, al Fenerbahçe.

## Regolamento

### Formula
La competizione prevede due fasi, quella preliminare e quella finale:
- Nella fase preliminare, dalla quale sono esonerate le migliori cinque formazioni della Sultanlar Ligi 2023-2024, le altre formazioni provenienti dalla Sultanlar Ligi 2024-2025 vengono divise in tre gironi da tre squadre, nei quali si sfidano in un round-robin e le prime classificate di ogni girone accedono alla fase seguente.
- Nella fase finale le formazioni qualificate si sfidano nei quarti di finali, in semifinale e in finale in gara unica, con gli accoppiamenti decretati da un sorteggio.

### Criteri di classifica
L'ordine del posizionamento in classifica è stato definito in base a:
- Numero di partite vinte;
- Punti;
- Ratio dei set vinti/persi;
- Ratio dei punti realizzati/subiti.

## Squadre partecipanti
| - Aras Kargo - Aydın BB - Bahçelievler - Beşiktaş - Eczacıbaşı - Fenerbahçe - Galatasaray | - Kuzeyboru - Nilüfer - Sarıyer - Sigorta Shop - Türk Hava Yolları - VakıfBank - Zeren |

## Torneo

### Fase a gironi

#### Gruppo A

##### Risultati
| 20 settembre 2024 TVF Cengiz Göllü Voleybol Salonu, Bursa Durata: 1h:20 - Spettatori: 400 | Galatasaray | 3 - 0 | Zeren       | 25-18, 25-19, 25-21 |
| 21 settembre 2024 TVF Cengiz Göllü Voleybol Salonu, Bursa Durata: 1h:24 - Spettatori: 500 | Sarıyer     | 0 - 3 | Galatasaray | 21-25, 23-25, 16-25 |
| 22 settembre 2024 TVF Cengiz Göllü Voleybol Salonu, Bursa Durata: 1h:54 - Spettatori: 250 | Zeren       | 3 - 0 | Sarıyer     | 25-17, 25-18, 25-21 |

##### Classifica
| Pos. | Squadra     | Pt | G | V | P | SV | SP | Ratio | PF  | PS  | Ratio |
| ---- | ----------- | -- | - | - | - | -- | -- | ----- | --- | --- | ----- |
| 1.   | Galatasaray | 6  | 2 | 2 | 0 | 6  | 0  | MAX   | 150 | 118 | 1,271 |
| 2.   | Zeren       | 3  | 2 | 1 | 1 | 3  | 3  | 1,000 | 133 | 131 | 1,015 |
| 3.   | Sarıyer     | 0  | 2 | 0 | 2 | 0  | 6  | 0,000 | 116 | 150 | 0,773 |

      Qualificata ai quarti di finale.

#### Gruppo B

##### Risultati
| 20 settembre 2024 İzmir Atatürk Spor Salonu, Smirne Durata: 1h:59 - Spettatori: 150 | Nilüfer      | 3 - 1 | Aydın BB     | 25-22, 14-25, 25-16, 25-22        |
| 21 settembre 2024 İzmir Atatürk Spor Salonu, Smirne Durata: 2h:14 - Spettatori: ?   | Bahçelievler | 3 - 2 | Nilüfer      | 22-25, 21-25, 25-21, 25-14, 15-12 |
| 22 settembre 2024 İzmir Atatürk Spor Salonu, Smirne Durata: 1h:24 - Spettatori: ?   | Aydın BB     | 0 - 3 | Bahçelievler | 18-25, 21-25, 21-25               |

##### Classifica
| Pos. | Squadra      | Pt | G | V | P | SV | SP | Ratio | PF  | PS  | Ratio |
| ---- | ------------ | -- | - | - | - | -- | -- | ----- | --- | --- | ----- |
| 1.   | Bahçelievler | 5  | 2 | 2 | 0 | 6  | 2  | 3,000 | 183 | 157 | 1,166 |
| 2.   | Nilüfer      | 4  | 2 | 1 | 1 | 5  | 4  | 1,250 | 186 | 193 | 0,964 |
| 3.   | Aydın BB     | 0  | 2 | 0 | 2 | 1  | 6  | 0,167 | 145 | 164 | 0,884 |

      Qualificata ai quarti di finale.

#### Gruppo C

##### Risultati
| 20 settembre 2024 TVF Cengiz Göllü Voleybol Salonu, Bursa Durata: 1h:14 - Spettatori: 250 | Sigorta Shop | 0 - 3 | Beşiktaş     | 19-25, 17-25, 15-25              |
| 21 settembre 2024 TVF Cengiz Göllü Voleybol Salonu, Bursa Durata: 1h:49 - Spettatori: 150 | Aras Kargo   | 3 - 1 | Sigorta Shop | 21-25, 25-16, 25-22, 25-21       |
| 22 settembre 2024 TVF Cengiz Göllü Voleybol Salonu, Bursa Durata: 1h:59 - Spettatori: 500 | Beşiktaş     | 3 - 2 | Aras Kargo   | 25-9, 22-25, 15-25, 25-21, 15-11 |

##### Classifica
| Pos. | Squadra      | Pt | G | V | P | SV | SP | Ratio | PF  | PS  | Ratio |
| ---- | ------------ | -- | - | - | - | -- | -- | ----- | --- | --- | ----- |
| 1.   | Beşiktaş     | 5  | 2 | 2 | 0 | 6  | 2  | 3,000 | 177 | 142 | 1,246 |
| 2.   | Aras Kargo   | 4  | 2 | 1 | 1 | 5  | 4  | 1,250 | 187 | 186 | 1,005 |
| 3.   | Sigorta Shop | 0  | 2 | 0 | 2 | 1  | 6  | 0,167 | 135 | 171 | 0,789 |

      Qualificata ai quarti di finale.

### Fase finale

#### Tabellone
|  | Quarti di finale  | Quarti di finale |                   |            | Semifinali | Semifinali |  |  | Finale | Finale |  |
|  |                   |                  |                   |            |            |            |  |  |        |        |  |
|  | Fenerbahçe        | 3                |                   |            |            |            |  |  |        |        |  |
|  | Fenerbahçe        | 3                |                   |            |            |            |  |  |        |        |  |
|  | Bahçelievler      | 0                |                   |            |            |            |  |  |        |        |  |
|  | Bahçelievler      | 0                |                   | Fenerbahçe | 3          |            |  |  |        |        |  |
|  |                   |                  |                   | Fenerbahçe | 3          |            |  |  |        |        |  |
|  |                   |                  | Türk Hava Yolları | 0          |            |            |  |  |        |        |  |
|  | Türk Hava Yolları | 3                | Türk Hava Yolları | 0          |            |            |  |  |        |        |  |
|  | Türk Hava Yolları | 3                |                   |            |            |            |  |  |        |        |  |
|  | Beşiktaş          | 2                |                   |            |            |            |  |  |        |        |  |
|  | Beşiktaş          | 2                |                   | Fenerbahçe | 3          |            |  |  |        |        |  |
|  |                   |                  |                   |            |            |            |  |  |        |        |  |
|  |                   |                  | Eczacıbaşı        | 0          |            |            |  |  |        |        |  |
|  | Eczacıbaşı        | 3                | Eczacıbaşı        | 0          |            |            |  |  |        |        |  |
|  | Eczacıbaşı        | 3                |                   |            |            |            |  |  |        |        |  |
|  | Kuzeyboru         | 0                |                   |            |            |            |  |  |        |        |  |
|  | Kuzeyboru         | 0                |                   | Eczacıbaşı | 3          |            |  |  |        |        |  |
|  |                   |                  |                   | Eczacıbaşı | 3          |            |  |  |        |        |  |
|  |                   |                  | VakıfBank         | 2          |            |            |  |  |        |        |  |
|  | VakıfBank         | 3                | VakıfBank         | 2          |            |            |  |  |        |        |  |
|  | VakıfBank         | 3                |                   |            |            |            |  |  |        |        |  |
|  | Galatasaray       | 2                |                   |            |            |            |  |  |        |        |  |

#### Risultati

##### Quarti di finale
| 12 febbraio 2025 Burhan Felek Spor Salonu, Istanbul Durata: 1h:09 - Spettatori: 750 | Fenerbahçe        | 3 - 0 | Bahçelievler | 25-13, 25-20, 25-13               |
| 13 febbraio 2025 Burhan Felek Spor Salonu, Istanbul Durata: 2h:05 - Spettatori: 350 | Türk Hava Yolları | 3 - 2 | Beşiktaş     | 22-25, 25-22, 17-25, 25-21, 15-13 |
| 12 febbraio 2025 Cebeci Spor Salonu, Istanbul Durata: 1h:07 - Spettatori: 265       | Eczacıbaşı        | 3 - 0 | Kuzeyboru    | 25-14, 25-20, 25-18               |
| 12 febbraio 2025 VakıfBank Spor Sarayı, Istanbul Durata: 2h:11 - Spettatori: 1 456  | VakıfBank         | 3 - 2 | Galatasaray  | 25-20, 26-28, 25-17, 18-25, 15-12 |

##### Semifinali
| 4 aprile 2025 İzmir Halkapınar Spor Salonu, Smirne Durata: 1h:14 - Spettatori: 7 250 | Fenerbahçe | 3 - 0 | Türk Hava Yolları | 26-24, 25-23, 25-13               |
| 4 aprile 2025 İzmir Halkapınar Spor Salonu, Smirne Durata: 2h:20 - Spettatori: 9 300 | Eczacıbaşı | 3 - 2 | VakıfBank         | 25-18, 25-27, 25-22, 18-25, 15-10 |

##### Finale
| 5 aprile 2025 İzmir Halkapınar Spor Salonu, Smirne Durata: 1h:26 - Spettatori: 10 000 | Fenerbahçe | 3 - 0 | Eczacıbaşı | 26-24, 25-22, 28-26 |

## Statistiche
| Rendimento individuale | Rendimento individuale | Rendimento individuale | Rendimento individuale |
| Pos.                   | Nome                   | Punti                  | Squadra                |
| ---------------------- | ---------------------- | ---------------------- | ---------------------- |
| 1                      | Marina Markova         | 66                     | VakıfBank              |
| 2                      | Tijana Bošković        | 63                     | Eczacıbaşı             |
| 3                      | Julia Szczurowska      | 56                     | Beşiktaş               |
| 4                      | Katarina Lazović       | 50                     | Galatasaray            |
| 4                      | Olivia Różański        | 50                     | Beşiktaş               |

| Attacchi vincenti | Attacchi vincenti | Attacchi vincenti | Attacchi vincenti |
| Pos.              | Nome              | Punti             | Squadra           |
| ----------------- | ----------------- | ----------------- | ----------------- |
| 1                 | Marina Markova    | 57                | VakıfBank         |
| 2                 | Tijana Bošković   | 52                | Eczacıbaşı        |
| 3                 | Julia Szczurowska | 50                | Beşiktaş          |
| 4                 | Katarina Lazović  | 47                | Galatasaray       |
| 5                 | Olivia Różański   | 42                | Beşiktaş          |

| Muri vincenti | Muri vincenti     | Muri vincenti | Muri vincenti |
| Pos.          | Nome              | Punti         | Squadra       |
| ------------- | ----------------- | ------------- | ------------- |
| 1             | Tijana Bošković   | 9             | Eczacıbaşı    |
| 1             | Dilay Özdemir     | 9             | Beşiktaş      |
| 3             | Berka Özden       | 8             | Aydın BB      |
| 3             | Zehra Güneş       | 8             | VakıfBank     |
| 5             | Jovana Stevanović | 7             | Eczacıbaşı    |
| 5             | Sinead Jack       | 7             | Eczacıbaşı    |
| 5             | Aslı Kalaç        | 7             | Fenerbahçe    |

| Battute vincenti | Battute vincenti    | Battute vincenti | Battute vincenti  |
| Pos.             | Nome                | Punti            | Squadra           |
| ---------------- | ------------------- | ---------------- | ----------------- |
| 1                | Aleksandra Rasińska | 7                | Aydın BB          |
| 1                | Arina Fedorovceva   | 7                | Fenerbahçe        |
| 3                | Olivia Różański     | 6                | Beşiktaş          |
| 4                | Anthī Vasilantōnakī | 5                | Türk Hava Yolları |
| 4                | Melissa Vargas      | 5                | Fenerbahçe        |
| 4                | Kiera Van Ryk       | 5                | VakıfBank         |
| 4                | Marina Markova      | 5                | VakıfBank         |
| 4                | Emily Maglio        | 5                | Beşiktaş          |